# Azul (Buenos Aires)
Azul je město nacházející se v provincii Buenos Aires v Argentině. Leží v centrální části provincie Buenos Aires a východní části země. Je vzdáleno přibližně 300 kilometrů jižně od hlavního města Argentiny Buenos Aires. Při sčítání lidu v roce 2010 mělo město 55 728 obyvatel. Město bylo založeno v roce 1832 jako pevnost sloužící na obranu proti nájezdům indiánů. Azul a jeho okolí je známé zemědělstvím a chovem skotu.